# Stazione di Norimberga Centrale
La stazione di Norimberga Centrale (in tedesco Nürnberg Hbf) è la principale stazione ferroviaria della città tedesca di Norimberga.

## Interscambi
- Fermata metropolitana (Hauptbahnhof, linee U1, U2, U3)
- Fermata tram (linee 5, 7 e 8)[1]
- Fermata autobus[1]

### Esplicative
1. ↑  Abbreviazione di Nürnberg Hauptbahnhof, letteralmente "Norimberga stazione principale".

### Bibliografiche
1. 1 2  (DE) Liniennetz Nürnberg-Fürth-Stein, su vgn.de.